# Берловине
Берловине је насеље у Србији у општини Љубовија у Мачванском округу. Према попису из 2022. било је 111 становника.
Ово насеље се налази пет километара од Љубовије. Прво се иде путем од града према Ваљеву у дожини од три километра и онда се десно пређе преко реке Љубовиђе и путем уз брдо два килоиметара кроз село Бабин до Берловина. Оно је на десној страни једног од брда који се од Дрине уздижу према Соколским планинама. Састоји се од једанаест места различитих по величини. Та места зову се презименима породица која у њему живе или су живела пре него што су се одселила на неко друго место. Она се зову Јевремовићи, Томићи, Миловановићи, Лазићи, Станојчићи, Мијајловићи, Јовановићи, Ћирићи, Петровићи, Ристановићи, Николићи, Павловићи, Марковићи, Аћимовићи, Стевановићи, Станишићи, Јанковићи и Јаковљевићи.

## Школа у Берловинама
Прва школа у насељу постојала је у Миловановићима пре Другог светског рата и њој немамо података, осим тога да је за време рата уништена. Да ли ју је неко од припадника војске урушио или не остаје нам да погађамо.
Познато је да је после рата почела да ради нова школа. Ристо Јеремић је доградио своју кућу и поклонио дограђени део општини да користи за сеоску школу док не прикупи материјал за изградњу нове, док је у старом делу наставио да борави са својом породицом. Захваљујући том његовом племенитом делу многа деца из села добила су корисно знање које им је помогло у свему што су касније радили.
Она је била скромна и састојала се од једне просторије у коју су били смештене клупе за ђаке и професоре као и табла за предавање. Ученици су ишли у две смене и то први и трећи разред преподне а други и четврти разред послеподне јер је школа била само до четвртог разреда. У Доњој Љубовиђи је постојала и данас постоји школа да осмог разрада. На часовима су били заједно ученици различитих разреда и професори су то решавали тако што су једнима давали неке задатке да их решавају док они другима предају. Књига је било мало ученици су имали две земљопис и читанку и за остале предмете им је професор читао из својих књига. Нису имали свеске јер је време после рата било тешко већ су писали на таблицама које су звали легштери. За њих је карактеристично да када су хтели да напишу ново морали су да обришу оно што су написали пре тога. Њих су заједно са кигама носили у торбама које су звали јанџеци и које су биле сашивене од вуне и које су за време наставе држали на полицама испод стола. На часу је владао ред. Ко није поштовао правила био је примораван да време до краја наставе проведе у ћошку или је добијао пацке, тако што је професор усимао прут и неколико пута ударао по длану ученика.
Већ 1951 године после Христа општина решава да изгради нову школу и одлучује да она буде на месту старе. Радници довозе материјал на имање код старе школе али мењају одлуку и градњу премештају у Јовановиће. То је урађено јер на новом месту за разлику од старог постоји извор који су користили за време изградње и после су га одвели до школе. На изградњи су морали да учествују и становници из села да би помогли општини да уз средства која има сагради што бољу школу. Када је направљена школа је имала две учионице, просторију за професоре купатило и кухињу. Названа је као и школа у Љубовиђи према реформатору нашег језика Вуку Караџићу. Она је постала место за окупљање деце ради дружења и ван наставе. Ту су организоване игранке на које су долазила деца из неколико околних села. На њима је свирала музика и певало се и играло до касно у ноћ. Ту су настајале прве љубави и пријатељства за цео живот.
На часовима је било исто као и данас. Професори више нису смели да кажњавају децу ударањем и таблице се нису више употребљавале. Имали су свеске и више књига из којих су учили код куће док им је предавач на часу објашњавао само оно што им није било јасно и уводио их у нове лекције.
Испред школе је било велико двориште у чијем је јадном делу било изграђено игралиште на коме су деца проводила највише слободног времена.
Како је становништво овог насеља одлазило у друга места у потрази за већом зарадом и удобнијим животом тако је било све мање деце у школи све док није остало само њих неколико који су премештени у друго школу док је ова затворена. Нико је није одржавао и она се недавно урушила као и многе друге грађевине у насељу.

## Демографија
У насељу Берловине живи 237 пунолетних становника, а просечна старост становништва износи 45,0 година (41,3 код мушкараца и 49,2 код жена). У насељу има 93 домаћинства, а просечан број чланова по домаћинству је 2,97.
Ово насеље је у потпуности насељено Србима (према попису из 2002. године), а у последња три пописа, примећен је пад у броју становника.
|  |

| Демографија | Демографија | Демографија |
| Година      | Становника  | Становника  |
| ----------- | ----------- | ----------- |
| 1948.       | 857         |             |
| 1953.       | 879         |             |
| 1961.       | 789         |             |
| 1971.       | 657         |             |
| 1981.       | 550         |             |
| 1991.       | 382         | 381         |
| 2002.       | 276         | 278         |

| Етнички састав према попису из 2002.‍ | Етнички састав према попису из 2002.‍ | Етнички састав према попису из 2002.‍ | Етнички састав према попису из 2002.‍ | Етнички састав према попису из 2002.‍ |
| ------------------------------------ | ------------------------------------ | ------------------------------------ | ------------------------------------ | ------------------------------------ |
|                                      |                                      |                                      |                                      |                                      |
| Срби                                 | Срби                                 |                                      | 276                                  | 100,0%                               |
| непознато                            | непознато                            |                                      | 0                                    | 0,0%                                 |

| Година пописа     | 1948. | 1953. | 1961. | 1971. | 1981. | 1991. | 2002. |
| ----------------- | ----- | ----- | ----- | ----- | ----- | ----- | ----- |
| Број домаћинстава | 110   | 116   | 114   | 114   | 111   | 89    | 93    |

| Број чланова      | 1  | 2  | 3 | 4  | 5 | 6 | 7 | 8 | 9 | 10 и више | Просек |
| ----------------- | -- | -- | - | -- | - | - | - | - | - | --------- | ------ |
| Број домаћинстава | 24 | 29 | 7 | 12 | 9 | 6 | 5 | 0 | 1 | 0         | 2,97   |

| Пол    | Укупно | Неожењен/Неудата | Ожењен/Удата | Удовац/Удовица | Разведен/Разведена | Непознато |
| ------ | ------ | ---------------- | ------------ | -------------- | ------------------ | --------- |
| Мушки  | 128    | 48               | 71           | 8              | 1                  | 0         |
| Женски | 117    | 14               | 71           | 31             | 0                  | 1         |
| УКУПНО | 245    | 62               | 142          | 39             | 1                  | 1         |

| Пол    | Укупно                    | Пољопривреда, лов и шумарство | Рибарство                            | Вађење руде и камена | Прерађивачка индустрија       |
| ------ | ------------------------- | ----------------------------- | ------------------------------------ | -------------------- | ----------------------------- |
| Мушки  | 101                       | 72                            | 0                                    | 5                    | 4                             |
| Женски | 50                        | 49                            | 0                                    | 0                    | 0                             |
| УКУПНО | 151                       | 121                           | 0                                    | 5                    | 4                             |
| Пол    | Производња и снабдевање   | Грађевинарство                | Трговина                             | Хотели и ресторани   | Саобраћај, складиштење и везе |
| Мушки  | 0                         | 18                            | 1                                    | 0                    | 0                             |
| Женски | 0                         | 0                             | 0                                    | 0                    | 0                             |
| УКУПНО | 0                         | 18                            | 1                                    | 0                    | 0                             |
| Пол    | Финансијско посредовање   | Некретнине                    | Државна управа и одбрана             | Образовање           | Здравствени и социјални рад   |
| Мушки  | 0                         | 0                             | 0                                    | 0                    | 0                             |
| Женски | 0                         | 0                             | 0                                    | 0                    | 0                             |
| УКУПНО | 0                         | 0                             | 0                                    | 0                    | 0                             |
| Пол    | Остале услужне активности | Приватна домаћинства          | Екстериторијалне организације и тела | Непознато            | Непознато                     |
| Мушки  | 0                         | 0                             | 0                                    | 1                    | 1                             |
| Женски | 0                         | 0                             | 0                                    | 1                    | 1                             |
| УКУПНО | 0                         | 0                             | 0                                    | 2                    | 2                             |